# Zona Balnear do Negrito
Zona Balnear do Negrito
A Zona Balnear do Negrito localiza-se na freguesia de São Mateus da Calheta, município de Angra do Heroísmo, na ilha Terceira, Açores.
É uma zona balnear formada por uma baía numa zona da costa bastante baixa e de fundo plano, composto na sua grande maioria por grandes lajes de basalto. No seu lado Oeste surgem algumas nascentes de água doce e muito fria proveniente das infiltrações da pluviosidade e que aqui irrompem devido à proximidade do lençol freático basal da ilha. No lado Este da baía o fundo é formado por um areal de areia preta proveniente de escórias vulcânicas pela erosão marítima.
Trata-se de uma zona com grande tradição histórica visto albergar um forte construído em 1581. O chamado Forte do Negrito serviu não apenas para defesa da ilha contra a invasão espanhola no contexto da crise de sucessão de 1580 como também para protecção da população contra os constantes ataques dos piratas e corsários. Durante muitos anos serviu ainda como abrigo para tripulantes de barcos baleeiros. Nos princípios e meados do Século XX este trecho do litoral foi uma importante zona de baleação tendo ainda alguns utensílios e restos de equipamentos, que se usavam na faina da pesca à baleia. Actualmente este forte é património da Câmara Municipal de Angra do Heroísmo. A baía possui ainda a única Pousada da Juventude da Ilha Terceira.
A Costa na Zona Balnear do Negrito apresenta-se bastante cheia de escolhos e enormes pedras basálticas que pontilham a orla marítima e entre os vários acidentes marítimos que causaram destaca-se o naufrágio ocorrido em 27 de Janeiro de 1865 da escuna britânica denominada Clio.
As recentes obras de manutenção aqui empreendidas vieram dotar esta baía de plataformas para banho conjugando de forma adequada o presente e o passado, o conforto e a natureza.
A Zona Balnear do Negrito encontra-se classificado pelo Governo Regional dos Açores através do Decreto Regulamentar Regional nº 1/2005/A de 15 de Fevereiro de 2005 e do Decreto Regulamentar Regional nº 1/2005/A de 15 de Fevereiro, como zona "com uso intensivo, adjacentes ou não a aglomerados urbanos que detêm um nível elevado de infra-estruturas, apoios e ou equipamentos destinados a assegurar os serviços de utilização pública".